# Campeonato Peruano de Fútbol de 1919
El Campeonato Peruano de Fútbol de 1919, denominado como «VIII Campeonato de la Liga Peruana de Football 1919», fue la 8.ª edición de la Primera División del Perú y la 8.ª edición realizada por la ADFP. El Sport Alianza, actualmente Alianza Lima, obtuvo su segundo título consecutivo de Primera División.
Se desarrolló entre el 13 de abril y 16 de noviembre de 1919, con la participación de catorce equipos de Lima y Callao bajo el sistema de todos contra todos en dos ruedas. Su organización estuvo a cargo de la Liga Peruana de Foot Ball (LPFB), hoy Asociación Deportiva de Fútbol Profesional (ADFP).
Ascendieron Sport Saenz Peña, Sport Huascar, Sport Calavera. No participaron Social Sportivo Tarapacá Ferrocarril, Fraternal Sporting Barranco, Sportivo Lima y Union Peru, clubes que descendieron automáticamente a la segunda division de 1920.

## Ascensos y descensos
| Club              | Ascendido como              |
| ----------------- | --------------------------- |
| Sport Saenz Peña  | 1º en Segunda División 1918 |
| Sport Huáscar     | 2º en Segunda División 1918 |
| Sport Calavera    | Segunda División 1918       |
| Sport José Gálvez | Segunda División 1918       |

| Club                       | Descendido como                   |
| -------------------------- | --------------------------------- |
| Unión Miraflores           | Retirado en Primera División 1918 |
| Sport José Gálvez          | Retirado en Primera División 1918 |
| Escuela de Artes y Oficios | Retirado en Primera División 1918 |

## Equipos participantes
| Club                  | Ciudad            | Fundación |
| --------------------- | ----------------- | --------- |
| Alianza Chorrillos    | Chorrillos, Lima  | 1914      |
| Association Alianza   | La Victoria, Lima | 1916      |
| Atlético Peruano      | Rímac, Lima       | 1910      |
| Jorge Chávez N°1      | Cercado, Lima     | 1910      |
| Sportivo Jorge Chávez | Callao, Callao    | 1913      |
| Sport Alianza         | La Victoria, Lima | 1901      |
| Sport Calavera        | Surco, Lima       | 1903      |
| Sport Huáscar         | Cercado, Lima     |           |
| Sport Inca            | Rímac, Lima       | 1908      |
| Sport José Gálvez     | La Victoria, Lima | 1907      |
| Sport Juan Bielovucic | Cercado, Lima     | 1911      |
| Sport Progreso        | Rímac, Lima       | 1912      |
| Sport Saenz Peña      | Callao, Callao    | 1906      |
| Sport Vitarte         | Ate, Lima         | 1904      |

## Tabla de posiciones
El primer y segundo puesto de la tabla fueron Sport Alianza y Saenz Peña respectivamente.
| Pos. | Equipo                | PJ | PG | PE | PP | GF | GC | DG  | Pts. |
| ---- | --------------------- | -- | -- | -- | -- | -- | -- | --- | ---- |
| 1º   | Sport Alianza         | 26 | 17 | 5  | 4  | 49 | 24 | +25 | 39   |
| 2º   | Saenz Peña            | 26 | ?  | ?  | ?  | ?  | ?  | ?   | ?    |
| 3º   | Sport Juan Bielovucic | 26 | ?  | ?  | ?  | ?  | ?  | ?   | ?    |
| 4º   | Sport Vitarte         | 26 | ?  | ?  | ?  | ?  | ?  | ?   | ?    |
| 5º   | Atlético Peruano      | 26 | ?  | ?  | ?  | ?  | ?  | ?   | ?    |
| 6º   | Sport Progreso        | 26 | ?  | ?  | ?  | ?  | ?  | ?   | ?    |
| 7º   | Sport Inca            | 26 | ?  | ?  | ?  | ?  | ?  | ?   | ?    |
| 8º   | Sportivo Jorge Chávez | 26 | ?  | ?  | ?  | ?  | ?  | ?   | ?    |
| 9º   | Sport José Gálvez     | 26 | ?  | ?  | ?  | ?  | ?  | ?   | ?    |
| 10º  | Association Alianza   | 26 | ?  | ?  | ?  | ?  | ?  | ?   | ?    |
| 11º  | Jorge Chávez N°1      | 26 | ?  | ?  | ?  | ?  | ?  | ?   | ?    |
| 12º  | Sport Huáscar         | 26 | ?  | ?  | ?  | ?  | ?  | ?   | ?    |
| 13º  | Sport Calavera        | 26 | ?  | ?  | ?  | ?  | ?  | ?   | ?    |
| 14º  | Alianza Chorrillos    | 26 | ?  | ?  | ?  | ?  | ?  | ?   | ?    |

|  |         |
|  | Campeón |

|                          |
| Bicampeón Nacional       |
| Sport Alianza 2.° título |
|                          |

## Equipos no participantes
- Sportivo Tarapacá Ferrocarril (Sportivo Tarapacá N° 1) - no participó y pierde la categoría
- Fraternal Barranco - no participó y pierde la categoría
- Unión Perú  - no participó y pierde la categoría
- Sportivo Lima  - no participó y pierde la categoría

## Enlaces
- Espectáculo y autogobierno del fútbol, capítulo 4 de La difusión del fútbol en Lima, tesis de Gerardo Álvares Escalona, Biblioteca de la Universidad Nacional Mayor de San Marcos
- Tesis Difusión del Fútbol en Lima
- De Chalaca:El génesis
- Torneo de 1919
- retrofutbolas:Campeones y subcampeones del Fútbol Peruano